# ألفرد جان غارنييه
ألفرد جان غارنييه (بالفرنسية: Alfred Jean Garnier)‏ هو رسام وفنان فرنسي، ولد في 1848 في Puiseaux ‏ في فرنسا، وتوفي في 1908 في Bazoches ‏ في فرنسا.